# Jerome Apt
Jerome “Jay” Apt III (Springfield, 28 april 1949) is een voormalig Amerikaans ruimtevaarder. Apt zijn eerste ruimtevlucht was STS-37 met de spaceshuttle Atlantis en vond plaats op 5 april 1991. Tijdens de missie werd de Compton Gamma Ray Observatory (CGRO) satelliet in een baan rond de aarde gebracht.
Apt maakte deel uit van NASA Astronaut Group 11. Deze groep van 13 astronauten begon hun training in juni 1985 en werden in juli 1986 astronaut. In totaal heeft Apt vier ruimtevluchten op zijn naam staan, waaronder een missie naar het Russische ruimtestation Mir. Tijdens zijn missies maakte hij twee ruimtewandelingen. In 1997 verliet hij NASA en ging hij als astronaut met pensioen. 